# Loxofidonia cymosema
Loxofidonia cymosema är en fjärilsart som beskrevs av Edward Meyrick 1883. Loxofidonia cymosema ingår i släktet Loxofidonia och familjen mätare. Inga underarter finns listade i Catalogue of Life.